# 콜체스터 (이스턴케이프주)
콜체스터(Colchester)는 남아프리카 공화국 이스턴케이프주 넬슨만델라베이에 위치하고 있는 정착촌이다.